# E-ASTROGAM

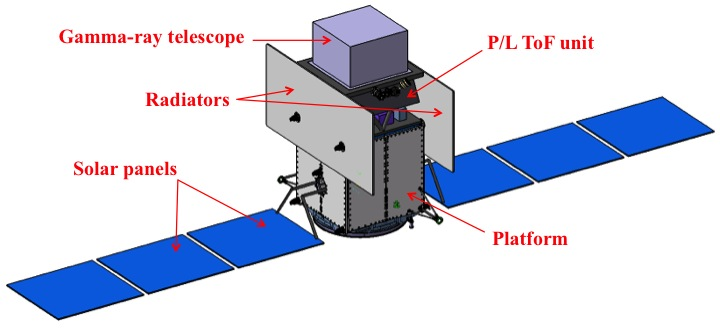
Апарат e-ASTROGAM у розгорнутому стані

e-ASTROGAM — запропонована космічна місія з метою вимірювання гамма-випромінювання від астрофізичних джерел в діапазоні енергій від 300 кеВ до кількох ГеВ. e-ASTROGAM має досягти чутливості на один-два порядки більшої, ніж її попередник, детектор COMPTEL космічної гамма-обсерваторії Комптон. Також e-ASTROGAM має нову функцію швидкої реакції на астрофізичні транзієнти.
Концепція e-ASTROGAM полягає у використанні кремнієвого трекера для реєстрації комптонівських взаємодій і утворення пар гамма-променями в області енергій МеВ-ГеВ. Енергію утворених частинок можна буде виміряти калориметром.
Місія має отримати дані, які доповнять такі потужні обсерваторії, як LIGO-Virgo-GEO600-KAGRA, SKA, ALMA, E-ELT, LSST, JWST, CTA, IceCube, LISA.
e-ASTROGAM має складатись з 56 кремнієвих площин, кожна площею близько 1 м2, які реєструють комптонівське розсіювання та народження пар, викликані космічними фотонами. Також прилад міститиме детектор антизбігів і калориметр.
Міжнародна команда, яка працює над e-ASTROGAM, включає понад 400 науковців, які працюють в установах з Аргентини, Бразилії, Болгарії, Данії, Ірландії, Іспанії, Італії, Китаю, Мексики, Німеччини, Норвегії, Польщі, Португалії, Росії, США, Фінляндії, Франції, Хорватії, Чехії, Швеції, Швейцарії, Японії.